# إرنست إديسون ويست
إرنست إديسون ويست (بالإنجليزية: Ernest E. West)‏ هو عسكري أمريكي، ولد في 2 سبتمبر 1931 في روسيل في الولايات المتحدة.